# Brochure
Een brochure is een boekje, veelal in gedrukte vorm, van geringe omvang. Een brochure bestaat – in tegenstelling tot een folder – uit meerdere vellen gevouwen papier, die in de rug bijeengehouden worden ("gebrocheerd zijn") met behulp van bijvoorbeeld nietjes. Het aantal pagina's is altijd een veelvoud van vier.

## Brochure en boek
Volgens een Unesco-definitie, die al van 1950 dateert, zijn alle boekjes die niet bedoeld zijn voor kinderen, en die meer dan vijf en minder dan 48 pagina's tellen (het omslag niet meegerekend), te beschouwen als brochure.
Deze definitie is vooral van belang voor statistisch gebruik, onder meer bij het marktonderzoek. In het dagelijkse taalgebruik kunnen brochures ook minder dan vijf pagina's beslaan en kunnen boeken minder dan 49 pagina's bevatten. ISBN-nummers zijn ook toegekend aan boeken van minder dan 48 pagina's.

## Brochure en pamflet
De Engelstalige Unesco-definitie gebruikt voor een werk van geringere omvang het woord "pamphlet". Het Nederlandse pamflet verwijst echter doorgaans naar drukwerk dat primair bedoeld is om een zekere tendens uit te dragen. De omvang is daarbij van minder belang.

## Externe bron
- Unescodefinitie